# Хроника монастыря Монтекассино
Хроника монастыря Монтекассино (лат. Chronica monasterii Casinensis) — историческая хроника, составленная в XII в. в монастыре Монтекассино. Охватывает период с 529-го по 1137 год. Содержит сведения по истории Италии и соседних стран, в том числе крестовых походов и завоеваний норманнов в Италии. Бо́льшая часть хроники написана в конце XI века Львом Марсиканским, кардиналом-епископом Остии, который довёл изложение до 1075 года. Во второй четверти XII столетия хронику продолжил до 1138 года архивариус аббатства Монтекассино Пётр Диакон.

## Издания
- Лев Марсиканский, Петр Дьякон. Хроника Монтекассино. В 4 книгах / Пер. с лат. и комм. И. В. Дьяконова; под ред. И. А. Настенко. — М.: «SPSL»-«Pyсскaя панорама», 2015. — 520 с.: ил. — (MEDIÆVALIA: средневековые литературные памятники и источники). — ISBN 978-5-93165-303-7.
- Chronica sacri Monasterii Casinesis, auctore Leone Cardinali Episcopo Ostiensi // Rerum Italicarum Scriptores, a cura di Ludovico Antonio Muratori. — Tomo IV. — Mediolani, 1723. — pp. 151–602.
- Leonis Marsicani et Petri Diaconi Chronica monasterii Casinensis. Hrsg. von W. Wattenbach // Monumenta Germaniae Historica (SS). — Tomus VII. — Hannover, 1846. — pp. 551–844.
- Leo Marsicanus et Petrus Diaconus Chronica monasterii Casinensis, accurante J.-P. Migne // Patrologiae cursus completus. Series Latina. — Tomus 173. — Parisiis, 1854. — coll. 439—978.
- Die Chronik von Montecassino (Chronica monasterii Casinensis). Hrsg. von H. Hoffmann // Monumenta Germaniae Historica (SS). — Tomus XXXIV. — 1980. — pp. 1–607[1].

## Переводы на русский язык
- Книга I. Часть 1 в переводе И. В. Дьяконова на сайте Восточная литература
- Книга I. Часть 2 в переводе И. В. Дьяконова на сайте Восточная литература
- Книга II. Часть 1 в переводе И. В. Дьяконова на сайте Восточная литература
- Книга II. Часть 2 в переводе И. В. Дьяконова на сайте Восточная литература
- Книга II. Часть 3 в переводе И. В. Дьяконова на сайте Восточная литература
- Книга III. Часть 1 в переводе И. В. Дьяконова на сайте Восточная литература
- Книга III. Часть 2 в переводе И. В. Дьяконова на сайте Восточная литература
- Книга III. Часть 3 в переводе И. В. Дьяконова на сайте Восточная литература
- Книга IV. Часть 1 в переводе И. В. Дьяконова на сайте Восточная литература
- Книга IV. Часть 2 в переводе И. В. Дьяконова на сайте Восточная литература
- Книга IV. Часть 3 в переводе И. В. Дьяконова на сайте Восточная литература
- Книга IV. Часть 4 в переводе И. В. Дьяконова на сайте Восточная литература